# Teratauxta
Teratauxta is een geslacht van grasmotten (Crambidae). De wetenschappelijke naam van het geslacht is volgens de zoölogische nomenclatuur voor het eerst geldig gepubliceerd door  Eduard Hering in 1901. George Francis Hampson had de naam echter al gebruikt voor dit nieuwe geslacht, in een manuscript dat toen nog niet gepubliceerd was. Hering gaf zelf Hampson als auteur op. Hering beschreef tevens de nieuwe soort Teratauxta paradoxa, ontdekt op Sumatra. Dit is nog steeds de enige soort die tot dit geslacht behoort.
Ridleyana (door Hampson in 1906 gepubliceerd) is een junior synoniem van Teratauxta. 